# Бертрик Бире
Бертрик Бире (фр. Bertric-Burée) насеље је и општина у југозападној Француској у региону Аквитанија, у департману Дордоња која припада префектури Периже.
По подацима из 2011. године у општини је живело 432 становника, а густина насељености је износила 25,82 становника/km². Општина се простире на површини од 16,73 km². Налази се на средњој надморској висини од 174 метара (максималној 181 m, а минималној 68 m).

## Демографија
| 1962. | 1968. | 1975. | 1982. | 1990. | 1999. | 2011. |
| ----- | ----- | ----- | ----- | ----- | ----- | ----- |
| 300   | 330   | 308   | 314   | 340   | 393   | 432   |

График промене броја становника у току последњих година